# Особливо небезпечний злочинець
Особливо небезпечний злочинець (англ. Most Wanted) — американський трилер 1997 року.

## Сюжет
Джеймс Данн, снайпер морської піхоти, учасник війни в Іраку, відмовився вистрілити в десятирічного хлопчиська і випадково убив сержанта, який змушував його це зробити. Джеймса засудили до смертної кари, але з в'язниці він був викрадений. Йому запропонували працювати в секретному урядовому підрозділі підполковника Кейсі. Вимушений погодитися, Джеймс отримав перше завдання: ліквідувати відомого промисловця під час відкриття госпіталю для ветеранів. Але до пострілу Данна пролунав інший постріл, убивши першу леді — дружину президента, присутню на церемонії. Дуже швидко Данн зрозумів, що його підставили, щоб видати за вбивцю-одиака. Переслідуваний ворогами, він починає самостійне розслідування, в якому йому допомагає молода лікарка, яка випадково зняла на відео справжнього вбивцю.

## У ролях
| Актор              | Роль                                            |
| ------------------ | ----------------------------------------------- |
| Кінен Айворі Веянс | сержант Джеймс Данн                             |
| Вольфганг Бодісон  | капітан Стів Бреддок                            |
| Джон Войт          | генерал Адам Вудворд / підполковник Грант Кейсі |
| Саймон Бейкер      | Стівен Барнс                                    |
| Джилл Геннессі     | доктор Вікторія Константині                     |
| Донна Черрі        | перша леді Бонні Енн Гартфілд                   |
| Роберт Калп        | Дональд Бікхарт                                 |
| Ерік Робертс       | помічник заступника директора Спенсер           |
| Пол Сорвіно        | заступник директора ЦРУ Кенні Рекмілл           |
| Джон Діл           | капітан поліції                                 |
| Роберт Котечкі     | лейтенант морської піхоти                       |
| Едді Велес         | сержант Пейтон                                  |
| Майкл Марич        | Омега 3                                         |
| Рік Крамер         | конвоїр в автобусі 1                            |
| Кенн Вайтакер      | конвоїр в автобусі 2                            |